# Нижний Гессен
Нижний Гессен является историческим регионом в Гессене. 

## Средневековье и Новое время

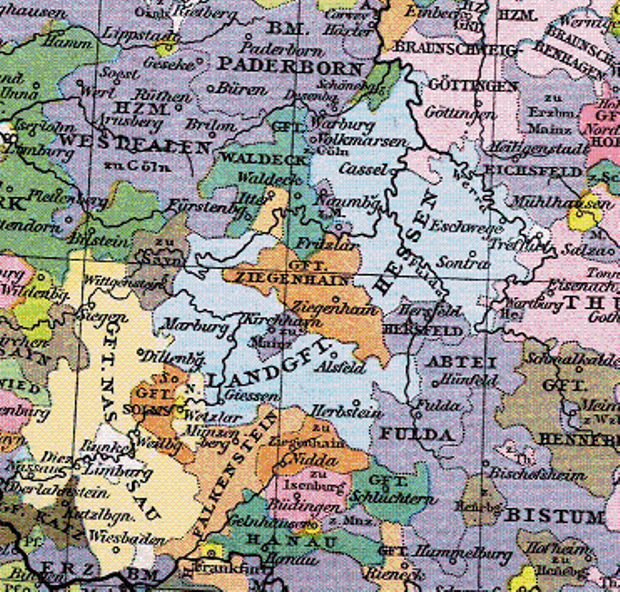
Ландграфство Гессен в 1400 году. Нижний Гессен включает окрестности городов Кассель, Зонтра, Эшвеге

С момента как Генрих I Дитя создал ландграфство Гессен, это владение состояло из двух регионов. В средние века северная часть Гессена называлась Нижним Гессеном, а южная часть — Верхним Гессеном. Эти две части были разделены владениями графов Цигенхайн. В Нижнем Гессене Генрих I Дитя старался укрепить город Кассель, сделав его вторым центром ландграфства. Генрих I основал свою резиденцию в Касселе. В Касселе старый замок (построенный Людовингами) около 1277 года был заменён новым зданием. Также был построен монастырь кармелитов. В 1297 году ландграфиня Мехтильда недалеко от города основала больницу Елизаветы для прокаженных. Уже при жизни Генриха I Нижний Гессен был предназначен детям от второго брага, а после его смерти Генриха I Нижний Гессен стал стал отдельным владением, но в 1311 году Оттон I объединил ландграфство. В 1450 году умер последний граф Цигенхайн Иоанн II, географически Верхний и Нижний Гессен оказались объединены. Но в 1458 году после смерти Людвига I Миролюбивого Гессен не географически, но политически был разделён между сыновьями. Нижний Гессен достался Людвигу II. Сын Людвига II ландграф Вильгельм II Средний восстановил единый Гессен. Но уже при сыне Вильгельма II — Филиппе произошел раздел Гессена на четыре части. Нижний Гессен стал основой Гессен-Касселя
В составе курфюршества Гессен в 1821 году была создана провинция Нижний Гессен. Она с перерывом просуществовала до 1866 года когда была включена в состав Пруссии.

## Современность
Земли Нижнего Гессена административно входят в состав административного округа Кассель. В северной части земли Гессен статистики выделяют Северный Гессен, который частично соответствует Нижнему Гессену, частично не соответствует.

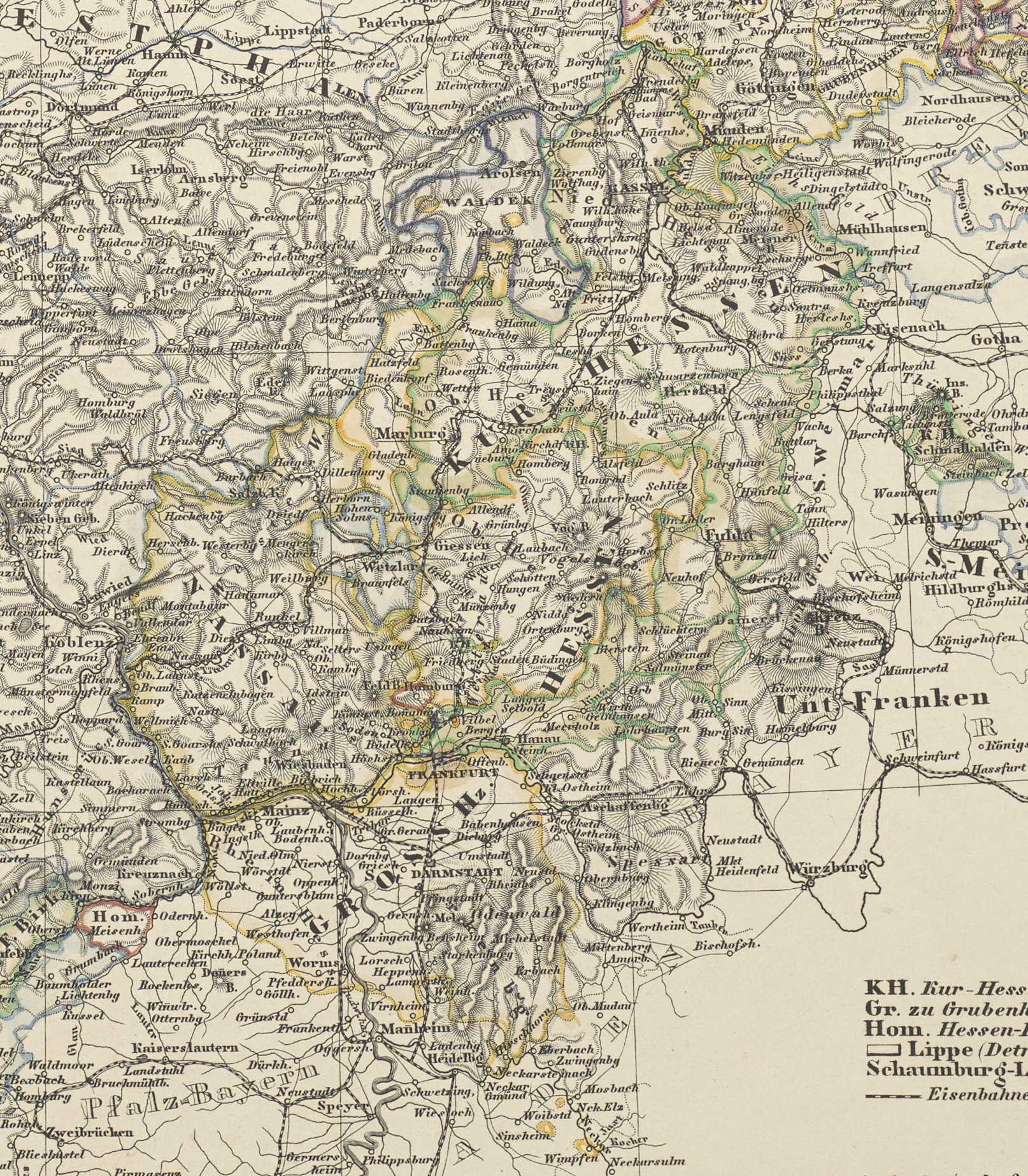
Нижний Гессен на карте 1859 года обозначен "Nied.Hessen" (сокращение от нем. Niederhessen)
Административный округ Кассель и его районы
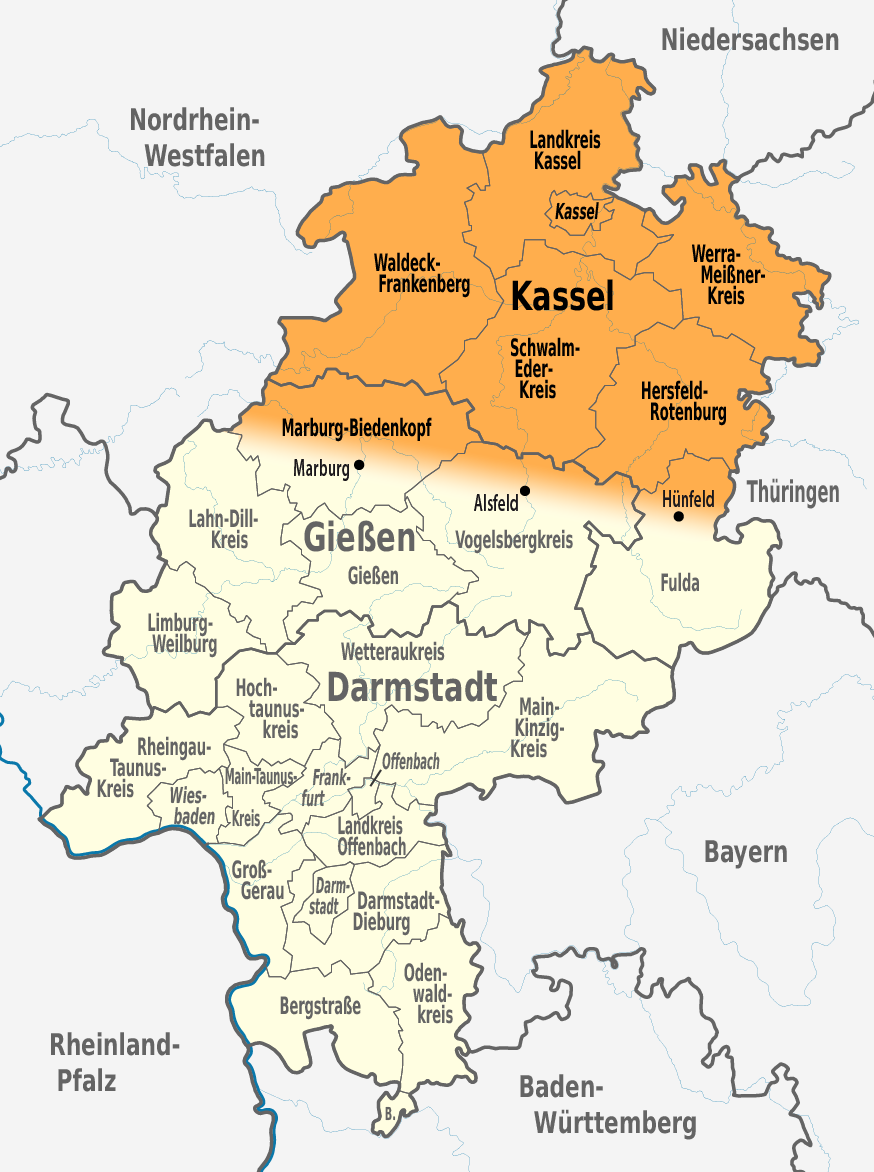
Северный Гессен (оранжевый) на карте 1973 года